# Edmond François Valentin About
Edmond François Valentin About [ejtsd: abú] (Dieuze, 1828. február 14. – Párizs, 1885. január 17.) francia író, drámaíró, újságíró.

## Életrajza
Tanulmányait a Lycée Charlemagne-ban, az École normale supérieure-ön, majd 1851-től az athéni francia iskolában végezte. Görögországban töltött ideje alatt írt L'île d'Égine címmel egy emlékiratot (Párizs, 1854) s buzgón foglalkozott archeológiai tanulmányokkal. 1853-ban visszatért Párizsba és írói munkásságot fejtett ki. Már első művei: La Grèce contemporaine (1853), Tolla Ferraldi (regény, 1855), Voyage à travers l'exposition des beaux-arts (műkritika, 1855) a legkiválóbb írók sorába emelték. Következtek aztán elbeszélései Les mariages de Paris (1856) cím alatt és Le roi des montagnes (1856, A hegyek királya, Budapest, 1890), Germaine (1857) és Les échasses de maître Pierre (1858) című regényei. Római időzése (1858) után kiadott műve La question romaine (Brüsszel, 1859, Párizs, 1861) adott először alkalmat arra, hogy Voltaire-rel hasonlítsák össze. Politikai és társadalmi kérdésekről az Opinion nationale-ban megjelent heti tudósításai, Lettres d'un jeune homme à sa cousine Madeleine, később összegyűjtve is megjelentek. Drámai munkái nem lettek népszerűek, de annál inkább a további regények és elbeszélések: L'homme à l'oreille cassée (1862, A csonkafülü ember, Budapest, Olcsó könyvtár) Le cas de M. Guérin (1862), Madelon (1863), Trente et quarante (1865), Les mariages de province (1868), Le Fellah (1869, A Fellah, Budapest, 1871). 

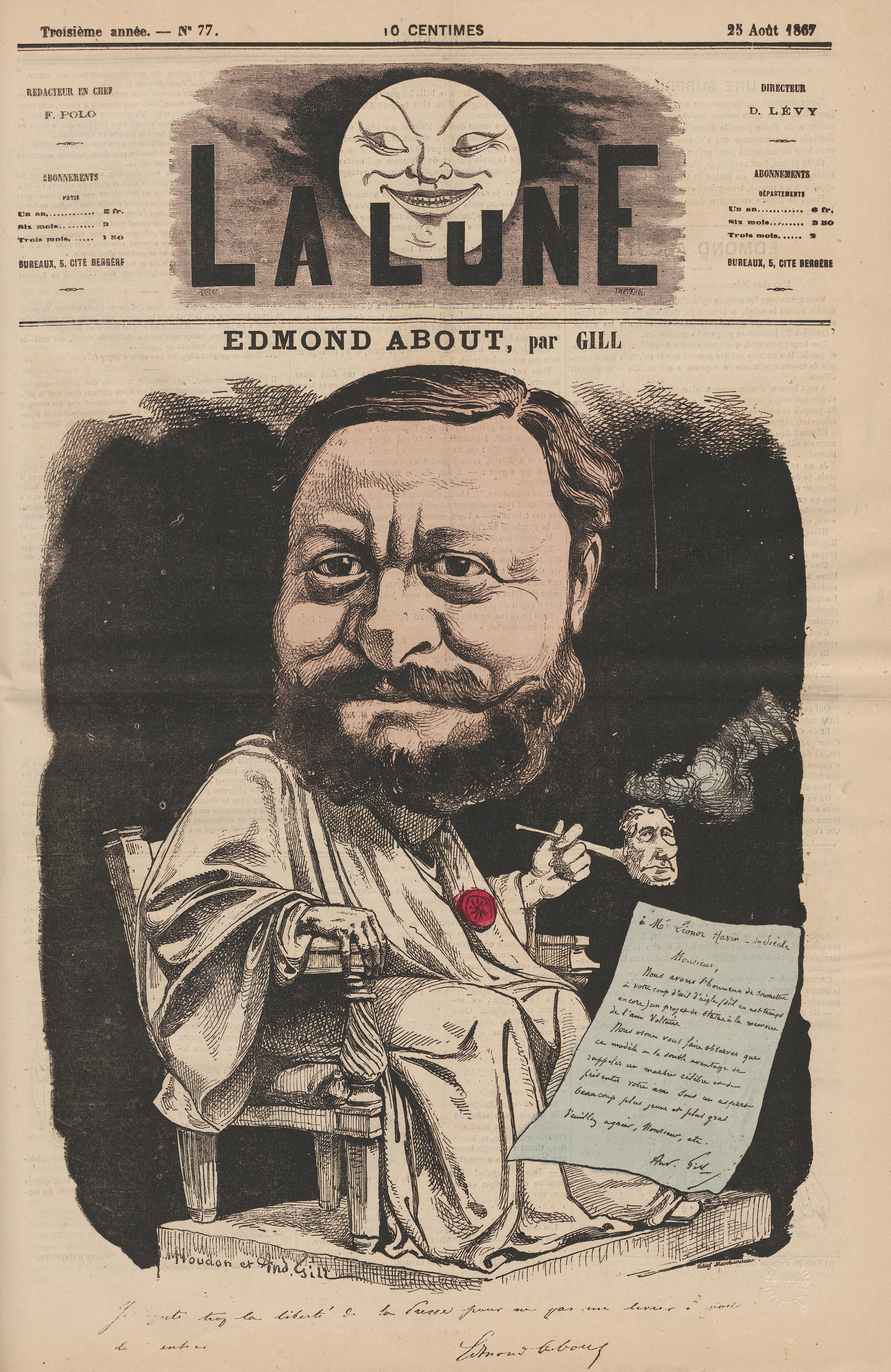
André Gill karikatúrája About-ról (1867)

About híve volt a császárságnak és különös kegyét élvezte III. Napoleónnak, aki meghívta a compiègne-i udvari mulatságokra is. A porosz–francia háború elején Patrice de Mac-Mahon seregénél harctéri tudósítója volt a Soirnak; 1875-ben Sarcey-vel együtt alapította meg a XIX. Siècle című lapot, melyben elkeseredett és sikeres harcot folytatott az 1877. május 16-iki kormány ellen: A Zola-féle irány ellen írott regénye Roman d'un brave homme (1880) nem volt szerencsés. About 1884-ben lett a Francia Akadémia tagja. Halála után Joseph Reinach Le XIX siècle cím alatt About-nak az azonos című hírlap számára írt cikkeit adta ki külön gyűjteményben (Párizs, 1892).

## Magyarul
- Egy jegyző orra. Regény; ford. Beöthy Leó; Hartleben, Pest, 1865 (Hartleben K. A. olvasótára)
- A becstelen, 1-2.; ford. többen; Csáthy, Debrecen, 1870 (Idegen írók regénytára)
- Tolla Feraldi. Regény; ford. Farkas Albert; Kocsi Ny., Pest, 1871
- A fellah. Egyiptomi emlékek; ford. Amica [Sámi Lászlóné]; Légrády, Pest, 1873
- About Ödön: A temetőben. Regény; ford. Szépfaludy Ferenc; Friebeisz, Bp., 1873
- A rablógyilkos. Vígjáték; ford. Kuliffay Ede; Pfeifer, Bp., 1876 (A Nemzeti Színház könyvtára)
- A csonkafülű ember. Regény; ford. Fáy J. Béla; Franklin, Bp., 1885 (Olcsó könyvtár)
- A hegyek királya, 1-2.; ford. R. I.; Pallas, Bp., 1889 (Pallas-könyvtár)
- A régi bástya. Regény 1-3.; ford. Sz. E. [Szigethyné Szalay Erzsi]; Franklin, Bp., 1890 (Olcsó könyvtár)
- A zsivány király. Regény; Magyar Hírlap, Bp., 1904 (A Magyar Hírlap regénytára)
- Az ígéret földje; ford. Pogány Elza; Singer-Wolfner, Bp., 1927 (Milliók könyve)
- A nagyravágyó anyós. Regény; ford. G. Beke Margit; Tolnai, Bp., 1930 (Tolnai regénytára)
- Hozomány nélkül; Soóky, Bp., 1943
- Póruljárt após; Mátyás, Bp., 1944